# Футбол в Нигере

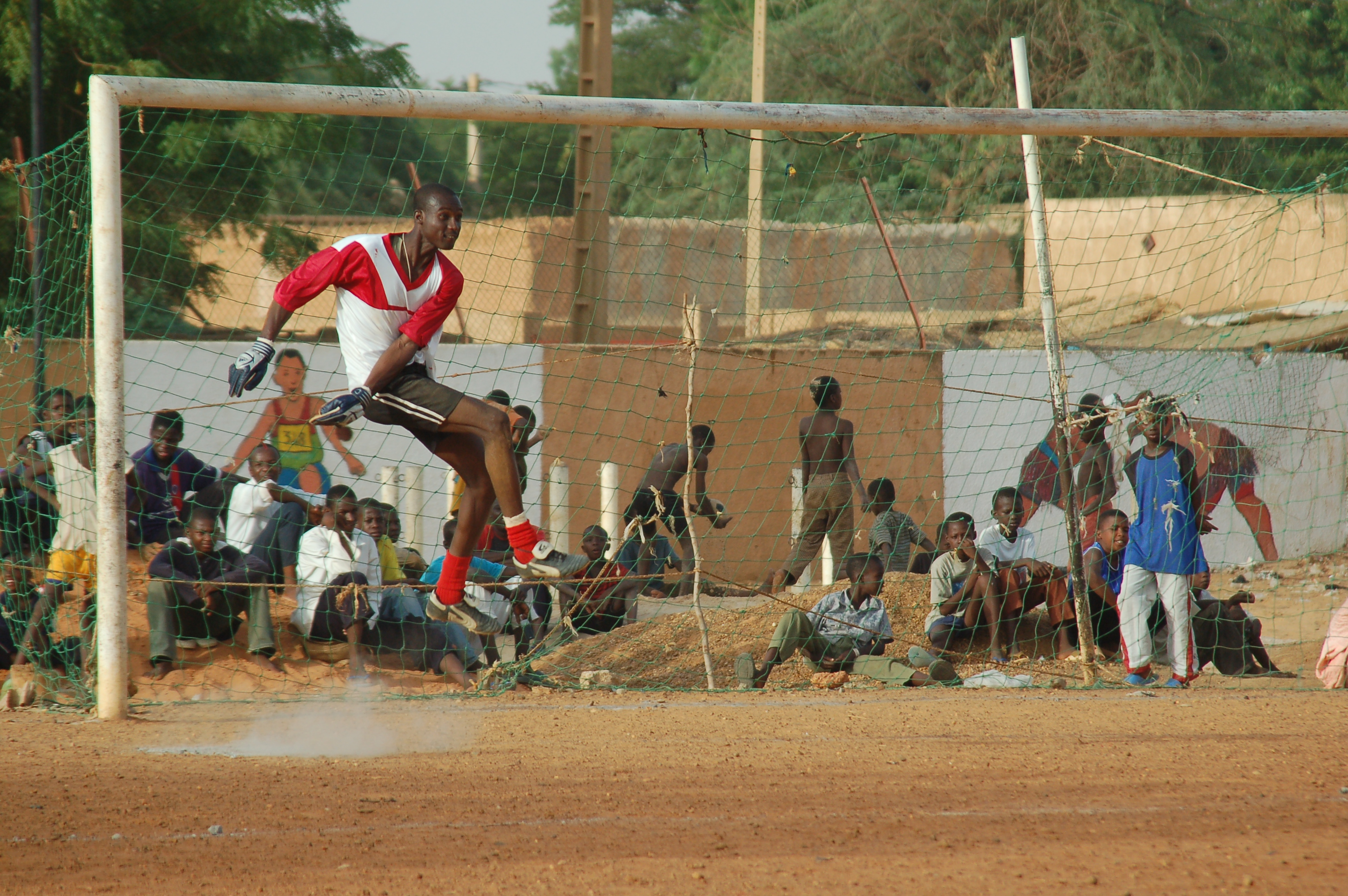
Вратарь и зрители на футбольном матче в Ниамее, 2006 год

Футбол в Нигере — один из самых массовых видов спорта в стране. Нигерская федерация футбола образована в 1961 году, а в 1964 году Нигер стал членом ФИФА и КАФ. В стране разыгрывается чемпионат, Кубок и Суперкубок.
По состоянию на 2014 год в Нигере было 120 футбольных клубов и более 7 тысяч зарегистрированных футболистов при населении в 23 миллиона человек.

## История
Футбол появился на территории Нигера ещё до провозглашения независимости в 1960 году. В 1940 году в Ниамее возник клуб «Амикаль». Известно, что в первой половине 1950-х годов местный чемпионат четырежды выигрывал «Ренессанс Элмина». Нигерская федерация футбола была основана в 1961 году и спустя три года стала членом ФИФА и КАФ. В 1975 году НФФ стала членом-основателем Западноафриканского футбольного союза. До 1974 года футбол в Нигере был разделён на сектора (секции). Так, пять раз (с 1966 по 1970 год) чемпионат выигрывал «Сектор 6», впоследствии ставший «Олимпиком», а чемпионат 1973 года выиграл «Сектор 7», позднее ставший клубом «Сахель».

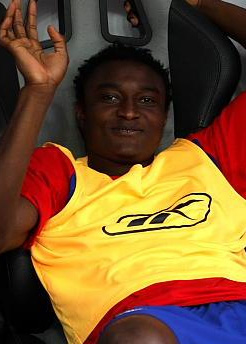
Мусса Маазу в ЦСКА, 2009 год

Чемпионат Нигера проводится с 1966 года, Кубок — с 1962 года, а Суперкубок — с 2006 года. Наиболее титулованным клубом является «Сахель», выигравший 13 чемпионских титулов, 12 раз побеждавший в Кубке и 5 раз в Суперкубке.
Единственным футбольным клубом из Нигера, побеждавшим на международных турнирах, является АСФАН. В 1996 году команда одержала победу в Западноафриканском клубном чемпионате, обыграв в финале «Ист Энд Лайонз» из Сьерра-Леоне.

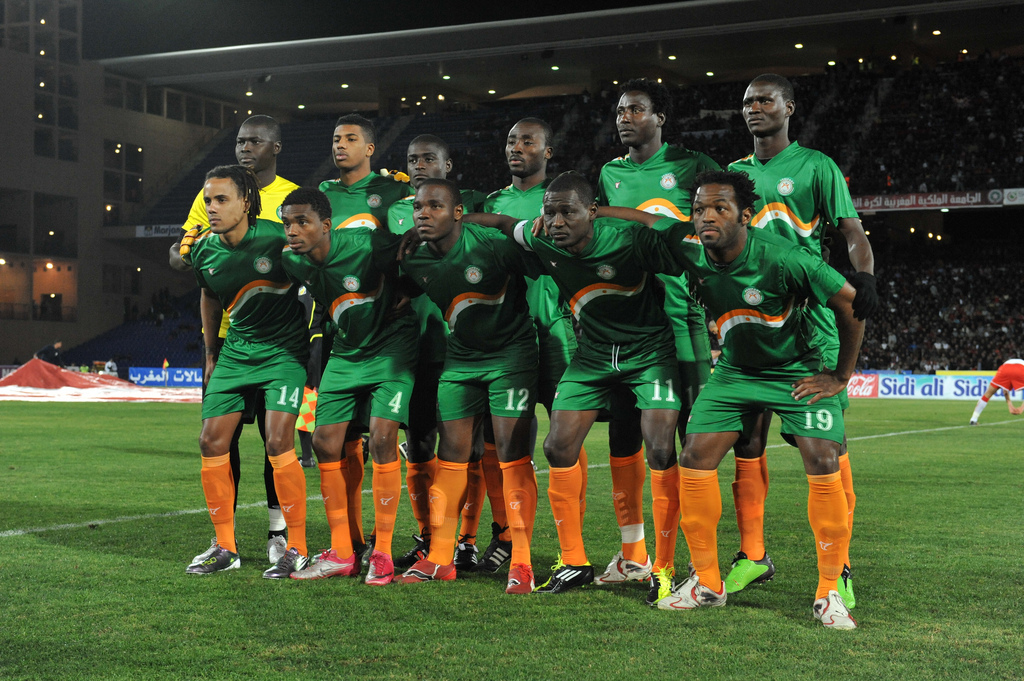
Сборная Нигера в 2011 году

Свой первый матч сборная Нигера провела в 1963 году против Нигерии (0:1). «Сахарские газели» (прозвище сборной) никогда не выступали на чемпионате мира, однако дважды (в 2012 и 2013 годах) участвовали на Кубке африканских наций, но ни разу не выходили из группы. В 2014 году команда провела товарищеский матч против Украины, ставший для Нигера первой официальной встречей с европейской командой. Юношеская сборная Нигера до 17 лет имеет в своём активе участие на чемпионате мира 2017 года в Индии, куда она попала благодаря четвёртому месту на юношеском Кубке африканских наций. В 2019 году Нигеру доверили право принимать Юношеский Кубок африканских наций 2019 для игроков до 20 лет. Матчи турнира проходили в Ниамее и Маради. Ранее Нигер принимал Франкофонские игры 2005 года.
Одной из футбольных звезд Нигера является Мусса Маазу, имеющий опыт выступления за московский ЦСКА. Переход Маазу в стан «армейцев» позволил его родному клубу АСФАН получить 300 миллионов африканских франков в качестве «платежа солидарности». Футбольный арбитр Люсьен Бушардо обслуживал матчи чемпионата мира 1998 года во Франции.
В 2007 году Нигер посетил футболист Зинедин Зидан и взял на себя обязательство финансировать технический футбольный центр в Ниамее, построенный двумя годами ранее на средства ФИФА.

## Стадионы

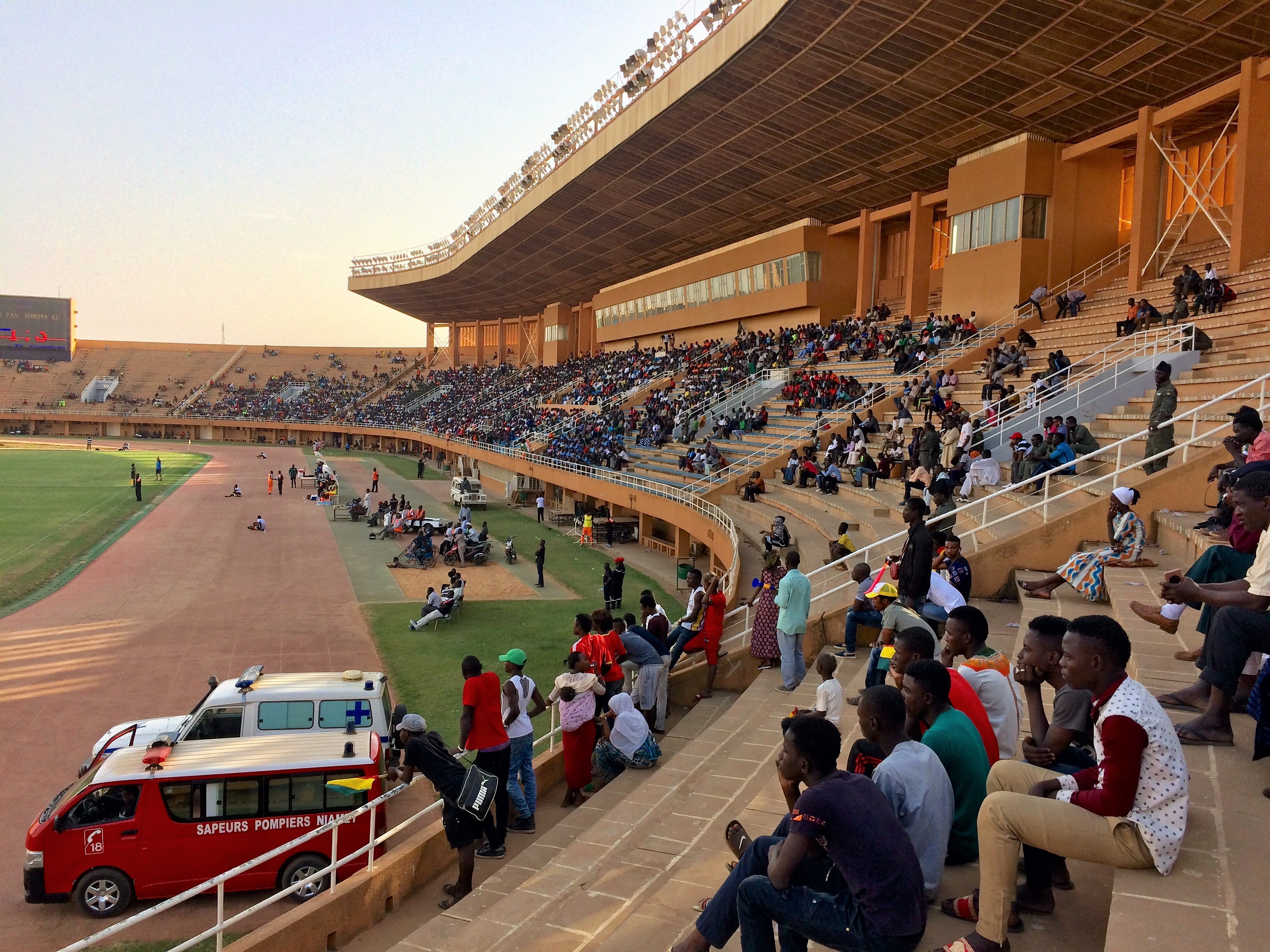
Стадион Сейни Кунче, 2018 год

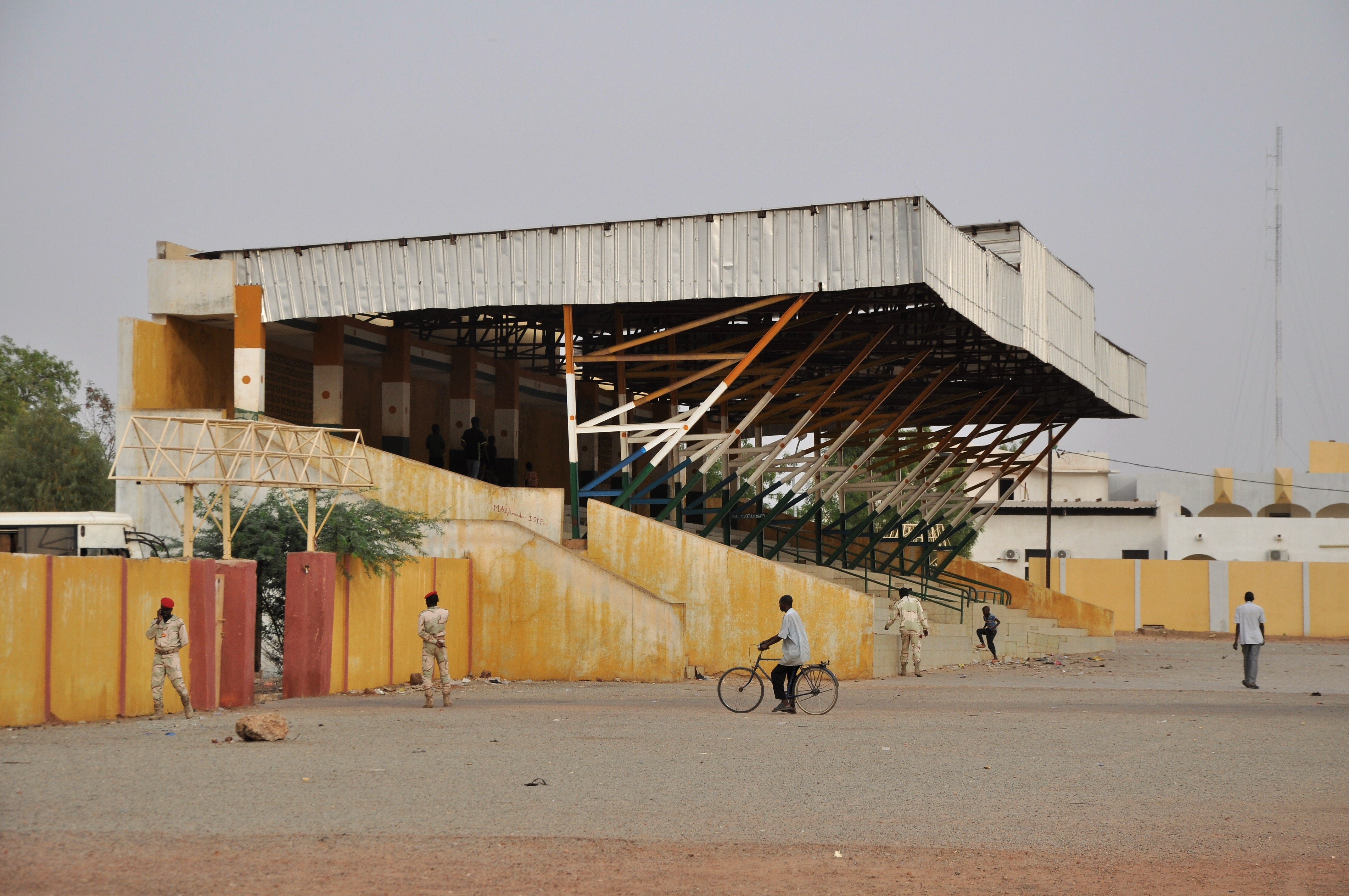
Стадион в Досо, 2019 год

Главной футбольной ареной Нигера является стадион Сейни Кунче, который до 1989 года носил имя «29 июля».
| Стадион               | Расположение | Вместимость |
| --------------------- | ------------ | ----------- |
| Стадион Сейни Кунче   | Ниамей       | 35000       |
| Стад де Маради        | Маради       | 10000       |
| Стад де Зиндер        | Зиндер       | 10000       |
| Стад де Арли          | Акокан       | 7000        |
| Муниципальный стадион | Ниамей       | 3000        |
| Стад де Мальбаза      | Мальбаза     | 2000        |
| Стад де Досо          | Досо         |             |
| Стад де Агадес        | Агадес       |             |